# Réserve naturelle d'Åholmen
La réserve naturelle d'Åholmen est une réserve naturelle norvégienne et un site Ramsar est située dans la municipalité d'Andøy dans le Nordland.
La réserve naturelle se compose du promontoire d'Åholmen au sud d' Å sur le côté est de l'île d'Andøya. La zone a une superficie de 1,956 km2, dont 1,325 km2 de terre, 0,025 km2 d'eau douce et 0,606 km2 de mer. La zone est protégée afin de préserver une zone humide importante avec une végétation et une faune naturellement associées. La zone est particulièrement importante en tant que zone de migration pour l'Oie à bec court et comme zone de nidification pour les oiseaux des zones humides.